# 井戶宇右衛門
井戶宇右衛門（?—1603年6月12日），安土桃山時代的武將。齋藤氏、森氏家臣。
大和國土豪井戶氏出身（『關原軍記大成』）。

## 生平
生年不詳。最初仕於織田信忠的家臣齋藤利治，擔任家老。天正10年（1582年），在利治於本能寺之變中死去後，仕於利治的哥哥利堯。利堯投向織田信孝，與周邊諸將結盟，與同是東美濃國的領主森長可鬥爭。不久後，齋藤氏的領土被森氏吞併。
此後，仕於森長可。因為是名家出身，加上武勇，於是成為與加治田眾的連絡人。天正12年（1584年），長可在小牧長久手之戰中戰死，自身則沒有參戰，之後，以重臣身份輔助繼承人忠政。慶長5年（1600年），在忠政移封至信濃國川中島後，被任命為葛尾城城代。同年，在關原之戰中，森氏受德川家康命令，為抑制真田氏而被阻止出兵，在德川秀忠引發第二次上田合戰時，亦在海津城待機。不過忠政沒有完全旁觀，為了對攻撃上田城進行援護，受忠政命令，單獨負責牽制真田軍。以寡兵在真田軍北面的地藏峠附近持續戰鬥，其中，弟弟傳三郎、彦五郎立下戰功，得到加增。
不過，之後在葛尾城受真田信繁攻撃時，因為對於忠政對井戶家的待遇不滿的家臣，在主人不在時，獨斷地打開城門，並呼喚真田軍入城，甚至被攻至二之丸。另外，與忠政的義兄名古屋山三郎的關係非常惡劣，因此亦對忠政優遇山三郎而感到不滿，怠慢奉公等，顯露出對忠政的反感。因此，失去忠政的信賴，雙方關係惡化。
慶長8年（1603年），在森氏轉封至美作國時，於建設新據點的地點上與忠政對立。結果，意見被忠政無視，忠政指示在院庄建設城池。通說指在此時，忠政命令山三郎誅殺宇右衛門。後日，在建設現場遇見山三郎，雙方發生爭執，被山三郎拔刀斬擊，不過成功避開並反擊斬殺山三郎。但是其他森家臣亦受忠政之命，於是被武藝優秀的數人圍攻，最後被殺。而弟弟傳三郎、彦五郎亦被忠政的刺客暗殺，井戶家斷絕。
此後，義兄兼森氏的第一家老林為忠對忠政的裁定感到憤怒而出奔，城池的建設地點亦改為鶴山（後來的津山城）。

## 逸話
- 在森忠政轉封至美作國時，受到忠政的側近忠告「前往美作的話，確實會被殺，應該留在信濃」（美作へと来れば確実に殺されるので信濃に残るべきだ），不過回答「即使被處死，亦前往」（たとえ処断されても行く）。

- 德川家康亦對其死感到可惜，在忠政前往駿府城參見家康時，亦一時間拒絕與忠政會面（『關原軍記大成』）。

- 與山三郎不同，容貌醜陋。

- 遺體被埋在死去地點的南側，而山三郎的遺體則埋在北側。作為墓標，該地點種植了兩棵松樹，傳說在其中一棵生向另一棵時，另一棵的一側都會枯萎，這情況一直持續，因此被稱為「互相憎恨之松」（にらみ合いの松）。